# Au-delà de leurs rêves
Pour plus de détails, voir Fiche technique et Distribution.
Au-delà de leurs rêves est un documentaire français réalisé en 2007 par Clothilde Carenco et Jeanne Basset.
"Un film sur les échanges entre les peuples, les grands espaces et la liberté..."

## Synopsis
Ce documentaire raconte une histoire de la jeunesse inuit aujourd'hui, comment elle retrouve peu à peu sa culture, perdue après la sédentarisation de ce peuple lors de l'arrivée des Canadiens.

### Le voyage
Dans le cadre de l'année polaire internationale en 2007, de jeunes Inuits sont partis de Kangiqsualujjuaq, leur village dans le Nunavik, quittant ainsi 10 jours le grand Nord canadien pour réaliser un de leurs plus grands voyages : découvrir la France, et ses habitants.
Effectuée dans le cadre scolaire avec deux de leurs enseignantes, cette excursion les a menés quelques jours à Paris, mais ils sont également allés en Savoie. Là-bas, ils ont rencontré les familles qui les ont accueillis un petit moment, le temps d'échanges et de rencontres inoubliables.

### La culture inuit

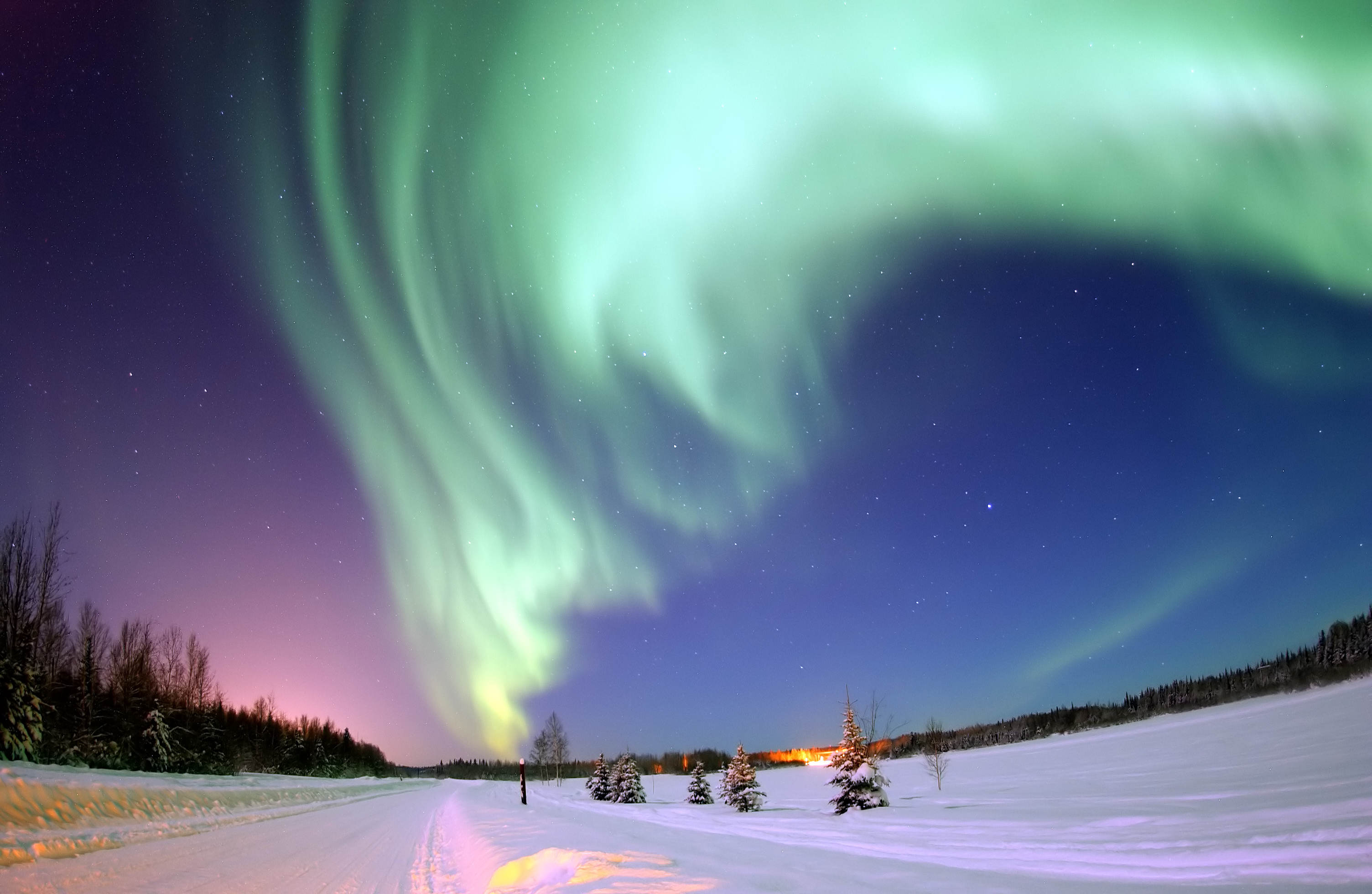
Aurore boréale

C'est ainsi que ces jeunes Inuits ont pu, tout comme les Français, découvrir les différences culturelles entre deux peuples.
Puis les deux réalisatrices sont allées elles-mêmes dans le village au milieu de l'immensité blanche afin de recueillir des témoignages sur l'impact du voyage, mais également découvrir la culture inuit et la façon dont elle est perpétuée.
Depuis quelques années, ce peuple est en effet confronté à un autre mode de vie, venu du Sud, celui de "la société de consommation". Comment les jeunes s'orientent-ils entre cette pseudo-modernité et leur culture ancestrale, que leurs grands-parents essaient de leur transmettre ?

## Fiche technique
- Musique : Alain Auger pour Taima, Benoît Demarle, Margot Poirier et Andreas Eriksen pour Twice et Angelo Foley pour Treemouth
- Montage : Pierre Dejon (image)
Enguerrand Callu (son)
- Format : couleur - PAL
- Langue : français